# 群馬県特別支援学校一覧
群馬県特別支援学校一覧（ぐんまけんとくべつしえんがっこういちらん）は、群馬県の特別支援学校の一覧。

## 国立特別支援学校
- 群馬大学共同教育学部附属特別支援学校（前橋市）

## 公立特別支援学校

### 特別支援学校（知的障害、肢体不自由、病弱教育）

#### 前橋市
- 群馬県立前橋高等特別支援学校
- 群馬県立赤城特別支援学校 本校(高等部)
  - 群馬県立赤城特別支援学校群馬大学医学部附属病院内教室
  - 群馬県立赤城特別支援学校前橋赤十字病院内教室
  - 群馬県立赤城特別支援学校群馬中央病院内教室
- 前橋市立前橋特別支援学校
- 群馬県立しろがね特別支援学校

#### 高崎市
- 群馬県立高崎高等特別支援学校
- 群馬県立二葉特別支援学校
- 群馬県立二葉高等特別支援学校
- 群馬県立高崎特別支援学校
- 高崎市立高崎特別支援学校

#### 桐生市
- 群馬県立あさひ特別支援学校
- 群馬県立桐生特別支援学校
  - 群馬県立赤城特別支援学校桐生厚生総合病院内教室

#### 伊勢崎市
- 群馬県立伊勢崎特別支援学校
- 群馬県立伊勢崎高等特別支援学校
  - 群馬県立赤城特別支援学校伊勢崎市民病院内教室

#### 太田市
- 群馬県立太田高等特別支援学校
- 群馬県立太田特別支援学校

#### 沼田市
- 群馬県立沼田特別支援学校

#### 館林市
- 群馬県立館林特別支援学校
- 群馬県立館林高等特別支援学校

#### 渋川市
- 群馬県立渋川特別支援学校
  - 群馬県立赤城特別支援学校小児医療センター校

#### 藤岡市
- 群馬県立藤岡特別支援学校
  - 群馬県立赤城特別支援学校公立藤岡総合病院内教室

#### 富岡市
- 群馬県立富岡特別支援学校
  - 群馬県立赤城特別支援学校公立富岡総合病院内教室

#### みどり市
- 群馬県立渡良瀬特別支援学校

#### 吾妻郡
- 群馬県立吾妻特別支援学校

### 特別支援学校（視覚障害）

#### 前橋市
- 群馬県立盲学校

### 特別支援学校（聴覚障害）

#### 前橋市
- 群馬県立聾学校

## 私立特別支援学校
- 支援学校若葉高等学園（前橋市）

## リンク
- 群馬県教育委員会